# Гифер, Фабиан
Фа́биан Ги́фер (нем. Fabian Giefer; 17 мая 1990, Аденау, Рейнланд-Пфальц) — немецкий футболист, вратарь клуба «Вюрцбургер Киккерс».

## Карьера

### Клубная
Уроженец Аденау, Гифер рос в Бланкенхайме и начал заниматься футболом в клубе «Оберар». Оттуда он отправился в команду «ТуРа» из Ломмерсдорфа, а затем поступил в академию «Байера 04», где занимался в юношеской секции и в 2008 году выиграл юниорский Кубок Германии. В Регионаллиге «Запад» 2008/09 он выступал за фарм-клуб «Байер II», в сезоне 2009/10 дебютировал в Бундеслиге. 6 ноября 2009 года он дебютировал в клубе в матче против франкфуртского «Айнтрахта» (4:0) ввиду травм Рене Адлера и Бенедикта Фернандеса и отстоял свои ворота «на ноль». В сезоне 2010/11 Гифер закрепился в составе клуба и стал вице-чемпионом страны. 1 декабря 2010 года он дебютировал в Лиге Европы, отыграв «на ноль» победный матч против «Русенборга».
7 августа 2011 года Гифер в матче против клуба «Майнц 05» на 84-й минуте столкнулся с камерунцем Эриком Шупо-Мотингом и получил сотрясение мозга. Несмотря на травму, Фабиан доиграл встречу до конца, после чего был госпитализирован. Позднее выяснилось, что у Гифера частичная потеря памяти: он не помнит, что с ним происходило в течение последнего месяца.
4 июня 2012 года Гифер перешёл в дюссельдорфскую «Фортуну», подписав контракт на 2 года. 19 августа 2012 года он дебютировал за клуб в матче первого раунда Кубка Германии против «Ваккера».
12 мая 2014 года Гифер подписал контракт с «Шальке 04» до 2018 года. 31 января 2015 года Гифер дебютировал за клуб в матче против «Ганновера» в связи с травмой основного вратаря команды Ральфа Ферманна. 19 января 2017 года Гифер был отдан в аренду в «Бристоль Сити» из Чемпионшипа до конца сезона. Дебют Фабиана за новую команду состоялся 21 января в матче против «Ноттингем Форест» (0:1).
8 июня 2017 года Гифер перешёл в «Аугсбург», подписав контракт до 2021 года.

### В сборной
В 2005 году Гифер впервые был вызван в сборную до 16 лет, в сборной до 17 лет был важной частью состава, который участвовал в чемпионате Европы 2007 и чемпионате мира в том же году (там Германия стала третьей). Играл также в сборных до 18 и до 20 лет.